# 梁鞏
梁鞏（1443年—？），字邦寧，廣東廣州府新會縣人，民籍，明朝政治人物。

## 生平
成化四年（1468年）戊子科廣東鄉試第三十二名舉人。成化十七年（1481年）中式辛丑科會試第二百八十九名，三甲第八十九名進士。授萬安縣知縣。

## 家族
曾祖梁彥政；祖父梁孟材；父梁濟，母麥氏。具庆下。